# Lijger/teeuw

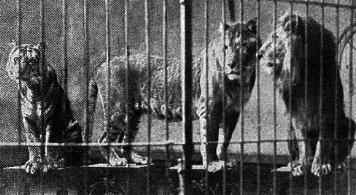
Volwassen lijger tussen een vrouwtjestijger (links) en een mannetjesleeuw (rechts)

Een koppeltje lijgers

Een lijger (Panthera leo x tigris) is een kruising tussen een mannetjesleeuw en een vrouwtjestijger. Om die reden behoort het dier tot het geslacht Panthera van de familie der katachtigen. Een hybride kruising tussen een mannetjestijger en een vrouwtjesleeuw wordt ook wel een teeuw (Panthera tigris x leo) genoemd (samenstelling van de Nederlandse woorden tijger en leeuw) of tigon (samenstelling van de Engelse woorden tiger en lion).
De tot op heden bekende lijgers zijn geboren door invloed van de mens, ofwel met opzet, ofwel door het bij elkaar plaatsen van tijgers en leeuwen in eenzelfde ruimte. In de natuur komen leeuwen en tijgers over het algemeen niet in hetzelfde gebied voor. De twee soorten komen allebei in India in het wild voor, maar bewonen verschillende regio's.
Een lijger ziet eruit als een grote leeuw met diffuse tijgerstrepen. Zoals tijgers (en in tegenstelling tot leeuwen) houden lijgers van zwemmen. Lijgers worden zoals vele soortkruisingen groter dan beide ouderdieren. Dit geldt enkel voor de eerste generatie soortkruising en wordt veroorzaakt door de zogenaamde F1-hybride groeikracht.
Mannetjeslijgers zijn onvruchtbaar. De meeste mannetjeslijgers bereiken de volwassen leeftijd en doen pogingen tot voortplanting met leeuwinnen, tijgervrouwtjes of met vrouwelijke hybriden. Vrouwtjeslijgers zijn meestal wel vruchtbaar en kunnen zich voortplanten met een tijger of een leeuw.